# Замок Хэкетт
Замок Хэккет — жилая башня XIII века, расположенная у подножия холма Кнокма в 6 милях к юго-востоку от города Туам, графство Голуэй, Ирландия.

## История
Замок был возведён норманским семейством Хэкетт в XIII веке. Голуэйское торговое семейство Кирван поселилось здесь в XV веке. В середине XVII века сэром Джоном Кирваном была основана хэкеттская ветвь семейства Кирван. В XVIII веке замок был покинут и Кирваны отстроили трёхэтажную постройку, также известную как «замок Хэкетт», которая сгорела в 1923 году во время гражданской войны, однако позднее была восстановлена и сохранилась до наших дней.